# Bootswerft Zeppelinhafen
Die Bootswerft Zeppelinhafen GmbH war ein Boots- und Automobilhersteller, der in Potsdam-Wildpark ansässig war. Zwischen 1923 und 1924 baute man dort unter dem Namen B.Z. ein Cyclecar.
Der einfache Wagen besaß eine Leichtmetallkarosserie mit zwei Sitzplätzen. Motorisiert war er mit einem Zweizylinder-Boxermotor von BMW mit 68 mm Bohrung, 68 mm Hub und 494 cm³ Hubraum, der 6 PS (4,4 kW) Leistung entwickelte. Das Getriebe hatte drei Gänge und einen Rückwärtsgang. Die Steigfähigkeit lag bei 20 %. Das Fahrzeug wog 300 kg. Die Höchstgeschwindigkeit lag bei 60 km/h. Es war bei einem Radstand von 215 cm und einer Spurweite von 110 cm 290 cm lang, 130 cm breit und 125 cm hoch. Die Bereifung war 26 x3″ oder 26 x 2 1/2″.